# Balkan
Balkan tartomány (Balkan welaýaty / Балкан велаяты) Türkmenisztán legnyugatibb tartománya. Területe 138,5 ezer km², lakossága 2006-os becslés szerint 562,7 ezer fő (az 1995-ös népszámláláskor 424,7 ezer fő), népsűrűsége 4 fő/km². Székhelye 1987 óta Balkanabat (korábbi nevén Nebit-Dag), korábban Krasznovodszk (most Türkmenbaşy). 1967-ben hozták létre Krasznovodszki terület (Krasznovodszkaja oblaszty) néven, korábban az Ashabadi területhez tartozott. Mai nevét 1991-ben kapta, a területén fekvő Nagy-Balkan-hegységről. Közigazgatásilag 6 járásra (etrap) és 4 járási jogú városra oszlik.

## Természetföldrajz
A tartomány a Kaszpi-tenger türkmén partvidékét (melyet a világtenger szintje alatt fekvő parti síkság keretez) foglalja magába. Területének legnagyobb részét sivatagok borítják (a Kara-kum nyugati része). A Kopet-Dag fokozatosan egyre alacsonyodó nyugati része (Karagura 1977 m, Karagöz 1005 m, Kürendag 971 m) a Kis- (777 m) és a Nagy-Balkan-hegységben (Arlan, 1881 m) folytatódik. A Kara-Bogaz-öböl fölé délen a mintegy 300 m magas Krasznovodszki-fennsík magasodik; keleten pedig párhuzamos alacsony dombságok határolják (legmagasabb pontjuk a 481 m magas Begiarszlan).
Jelentős ásványkincsekkel rendelkezik, Türkmenisztán földgázkitermelésének 94, kőolajkitermelésének 12%-a innen származik. A Kara-Bogaz-öbölben hatalmas sókészletek találhatóak.

## Legnagyobb városok
(zárójelben a 2006-os becsült népesség)
- Balkanabat (korábban Nebit-Dag) 87,6 ezer fő
- Serdar (korábban Kizil-Arvat)  76,7 ezer fő
- Türkmenbaşi (korábban Krasznovodszk) 68,5 ezer fő
- Gumdag (Kum-Dag) 24,8 ezer fő
- Gazanjyk (Kazandzsik) 21,5 ezer fő
- Khazar (korábban Cseleken) 18,1 ezer fő